# واسیل کریچفسکی
واسیل کریچفسکی (اوکراینی: Василь Григорович Кричевський؛ ۱۲ ژانویهٔ ۱۸۷۳ – ۱۵ نوامبر ۱۹۵۲) معمار، طراح گرافیک، و نقاش اهل امپراتوری روسیه بود.